# Karala-Pilguse
Karala-Pilguse este o arie protejată (arie specială de conservare — SAC, sit de importanță comunitară — SCI, arie de protecție specială avifaunistică — SPA) din Estonia întinsă pe o suprafață de 2.658 ha, integral pe uscat.

## Localizare
Centrul sitului Karala-Pilguse este situat la coordonatele 58°14′45″N 21°56′57″E / 58.2457°N 21.9491°E.

## Înființare
Situl Karala-Pilguse a fost declarat sit de importanță comunitară în aprilie 2004 pentru a proteja 1 specie de plante și 10 specii de animale. Alte tipuri de protecție:
- arie de protecție specială avifaunistică (în aprilie 2004)[2]
- arie specială de conservare (în februarie 2011)[1][3][4]

## Biodiversitate
Situată în ecoregiunile boreală și marină baltică, aria protejată conține 20 de habitate naturale: Lagune de coastă, Vegetație anuală la limita mareei, Vegetație perenă pe țărmurile stâncoase, Faleze cu vegetație de pe coastele atlantice și baltice, Insulițe și insule mici din Baltica boreală, Pășuni de coastă din Baltica boreală, Litoraluri nisipoase din Baltica boreală cu vegetație perenă, Dune mobile de-a lungul țărmului cu Ammophila arenaria („dune albe”), Dune de coastă fixe cu vegetație erbacee („dune gri”), Formațiuni de Juniperus communis pe lande sau pajiști calcaroase, Pajiști uscate seminaturale și facies de acoperire cu tufișuri pe substraturi calcaroase (Festuco-Brometalia) (* situri importante pentru orhidee), Pajiști uscate seminaturale și facies de acoperire cu tufișuri pe substraturi calcaroase (Festuco-Brometalia) (* situri importante pentru orhidee), Alvar nordic și șisturi calcaroase precambriene, Pajiști cu Molinia pe soluri calcaroase, turboase sau argilos-nămoloase (Molinion caeruleae), Pajiști din zone de pădure fino-scandinave, Mlaștini calcaroase cu Cladium mariscus și specii de Caricion davallianae, Mlaștini alcaline, Taiga vestică, Păduri caducifoliate bătrâne naturale hemiboreale fino-scandinave (Quercus, Tilia, Acer, Fraxinus sau Ulmus) bogate în specii epifite, Păduri caducifoliate de mlaștină fino-scandinave.
La baza desemnării sitului se află mai multe specii protejate:
- plante (1): papucul doamnei (Cypripedium calceolus)
- păsări (10): rață lingurar (Anas clypeata), rață pitică (Anas crecca), rață fluierătoare (Anas penelope), rață mare (Anas platyrhynchos), Branta leucopsis, Bucephala clangula, lebădă de vară (Cygnus olor), ciocântors (Recurvirostra avosetta), fluierarul cu picioare roșii (Tringa totanus), nagâț (Vanellus vanellus)

Pe lângă speciile protejate, pe teritoriul sitului au mai fost identificate 1 specie de păsări, 1 specie de amfibieni.